# 涡南镇
涡南镇，是中华人民共和国安徽省亳州市涡阳县下辖的一个乡镇级行政单位。

## 行政区划
涡南镇下辖以下地区：
双庙社区、郭长郢村、大于村、王寅村、王堂村、邵大村、杨楼村、史庙村、郑庙村、前王村、丰集村、杨桥村、胡俭村、张长郢村、董楼村和朱梨元村。